# Ikatere

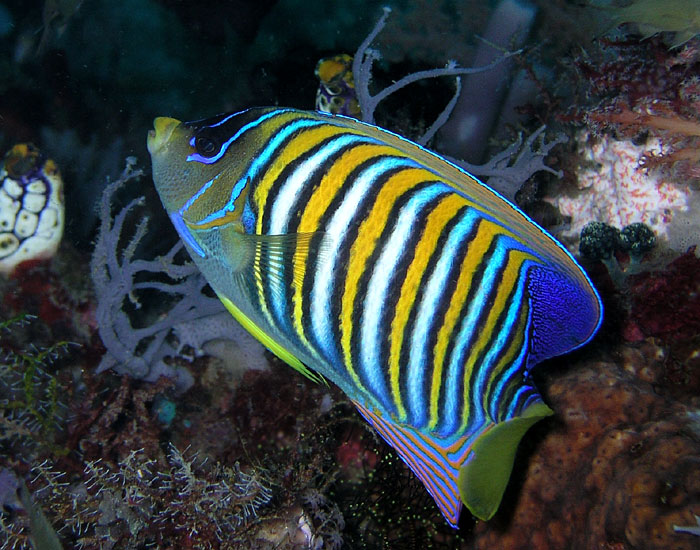
Peștii sunt copiii lui Ikatere

În mitologia polineziană și în cea māoriană, Ika-tere sau Ikatere este un zeu pește și tatăl tuturor creaturilor mărilor și al sirenelor.

## Familie
El este un fiu al lui Punga și un nepot al lui Tangaroa, iar fratele său este Tū-te-wehiwehi
Atunci când Tāwhirimātea (zeul furtunilor) a făcut război față de frații săi după ce ei i-au separat pe Rangi și pe Papa (cerul și pământul), Ikatere și Tū-te-wehiwehi au trebuit să fugă pentru viețile lor, Ikatere refugiindu-se în mare, în timp ce Tū-te-wehiwehi în pădure.